# Іст-Гелена (Монтана)
Іст-Гелена (англ. East Helena) — місто (англ. town) в США, в окрузі Льюїс-енд-Кларк штату Монтана. Населення — 1944 особи (2020).

## Географія
Іст-Гелена розташований за координатами 46°35′6″ пн. ш. 111°55′11″ зх. д. / 46.58500° пн. ш. 111.91972° зх. д. (46.584937, -111.919672).  За даними Бюро перепису населення США в 2010 році місто мало площу 4,51 км², з яких 4,48 км² — суходіл та 0,03 км² — водойми. В 2017 році площа становила 10,58 км², з яких 10,41 км² — суходіл та 0,17 км² — водойми.

## Демографія
Згідно з переписом 2010 року, у місті мешкали 1984 особи в 875 домогосподарствах у складі 528 родин. Густота населення становила 440 осіб/км².  Було 916 помешкань (203/км²).
Расовий склад населення:
| - 91,0 % — білих - 3,3 % — корінних американців - 0,5 % — чорних або афроамериканців - 0,3 % — азіатів - 0,2 % — вихідців з тихоокеанських островів |

До двох чи більше рас належало 4,3 %. Частка іспаномовних становила 3,6 % від усіх жителів.
За віковим діапазоном населення розподілялося таким чином: 22,9 % — особи молодші 18 років, 63,9 % — особи у віці 18—64 років, 13,2 % — особи у віці 65 років та старші. Медіана віку мешканця становила 36,3 року. На 100 осіб жіночої статі у місті припадало 94,9 чоловіків;  на 100 жінок у віці від 18 років та старших — 93,8 чоловіків також старших 18 років.
Середній дохід на одне домашнє господарство  становив 54 998 доларів США (медіана — 44 828), а середній дохід на одну сім'ю — 65 910 доларів (медіана — 56 750). За межею бідності перебувало 9,2 % осіб, у тому числі 4,5 % дітей у віці до 18 років та 12,5 % осіб у віці 65 років та старших.
Цивільне працевлаштоване населення становило 1096 осіб. Основні галузі зайнятості: роздрібна торгівля — 16,1 %, освіта, охорона здоров'я та соціальна допомога — 16,1 %, публічна адміністрація — 13,5 %, фінанси, страхування та нерухомість — 13,2 %.